# Barkóczy Ferenc (kuruc tábornok)
Barkóczy Ferenc, id. szalai báró, majd gróf (1627 körül – Kassa, 1709. július 28. reggel 4 óra) kuruc tábornagy.

## Családja
Római katolikus főúri család sarja, báró Barkóczy László (1601–1659?) és báró orbovai Jakusith Erzsébet fia. Első felesége gersei Pethő Zsuzsanna (†1694), Pethő Zsigmond és böki Paczóth Anna leánya. Megözvegyülve, az 1690-es évek második felében újra nősült: szentkirályi báró Andrássy Annát, Andrássy Miklós és gróf Zichy Klára (†1671) hajadon leányát vezette oltár elé. Fia, ifj. Barkóczy Ferenc kuruc ezereskapitány, tőle született hasonnevű unokája pedig Magyarország prímása volt.
Rokoni kapcsolatai közül említést érdemel még, hogy unokahúga, Barkóczy Krisztina Károlyi Sándor felesége volt. Második nejének fivérei közül Andrássy István, György és Pál pedig szintén kuruc generálisok lettek.

## Élete
1660-ban, Várad török ostroma idején már lovas kapitány, 1670-ben részt vett I. Rákóczi Ferenc felkelésében, majd azonnal csatlakozott a császári sereghez, és 1671 végén per nélkül szabadult. 1679 végétől császári ezredes, 1682–1697 között kassai vicegenerális. 1683-ban kényszerből csatlakozott Thökölyhez, de Bécs felmentése után szembefordult vele. Lengyelországba menekült, majd csatlakozott a császári sereghez, és részt vett a török elleni háborúban. 1684-től Zemplén vármegye örökös főispánja, 1687-től gróf.
A Rákóczi-szabadságharc kitörésekor, 1703 júniusában a kurucok elől Kassára húzódott, és csak 1704. szeptember 23-án csatlakozott II. Rákóczi Ferenchez. A fejedelem 1705. február 13-án a Duna–Tisza közi hadak és őrségek generálisává és lovassági tábornokká nevezte ki. 1705-től haláláig egy lovasezred tulajdonosa is volt egyben. A szécsényi országgyűlésen szenátorrá választották. 1706 nyarán Duna–Tisza közi, majd egy év múlva (idős kora miatt lényegében címzetes) érsekújvári kerületi főkapitány, azaz tábornagy lett.
Özvegye a kassai ferenceseknél temettette el, de a templomban ennek ma már nincs nyoma. Arcképét a Hadtörténeti Múzeum őrzi.